# Tarmatampu
Tarmatampu, também conhecido como Tarmatambo, é um sítio arqueológico do principal centro da administração inca da região. Está localizado na província de Tarma, na região peruana de Junim.

## História
Entre os anos de 1480 e 1533, o assentamento era um importante centro administrativo do império inca na região de Tarma.
Nos anos de 1533, com a invasão da Coroa Espanhola na América do Sul e a exploração dos espanhóis no Peru, o assentamento foi abandonado. Com a expansão dos novos colonos nas imediações do assentamento inca, o sítio foi gradativamente destruído, restando apenas algumas construções.

## Características
O sítio possui 7.000 m², com construções feitas de pedra e barro. Está próximo de um dos trecho dos caminhos incas (Qapaq Ñan), entre Cusco e Quito. Possui uma praça central (atualmente convertido em campo de futebol), com edifício administrativo (kallankas) no lado sul e outro no lado norte. Uma das kallankas mede 33,95 x 4,8 metros, com seis portas, 11 nichos, e 16 ganchos de pedra, como suportes na parede. Possui também outra grande praça, áreas residenciais, casa das donzelas (aclla wasi), terraços de cultivo, construções funerárias (chullpas) e uma rede de canais de irrigação.
A 200 metros acima da área central de Tarmatampu, está localizado Pirhua Pirhua, as ruínas de 28 depósitos (colcas) associados ao assentamento de Tarmatampu. Sendo uma fileira com 12 depósitos em formato circular e 12 depósitos em formato retangular. E mais acima desta fileira, se encontra outra fileira com 4 depósitos retangulares.
Ao pé da colina Pirhua Pirhua, foi construído uma oficina têxtil (awana wasi), com planta quadrada de 1.750,10 m² e dividida em dois ambientes iguais. Esses ambientes possuíam um área fechada de 154,80 m² e um pátio aberto na frente.

## Estudos
As primeiras referencias encontradas sobre o assentamento, foram nas crônicas de Cieza, em 1553; Pedro Pizarro, em 1570; Guamán Poma, em 1615; e Vázquez de Espinoza, em 1628.
Em todos os estudos de relevância feitos no sítioː Raimondi, em 1876; Charles Wiener, em 1880; e Craig Monis, Donald Thompson e John Murra, em 1964; foi verificado uma grande destruição do sítio, devido a ocupação de novos colonos, impossibilitando traçar um mapa completo do antigo assentamento inca.
 

Pela aproximação de um trecho do caminho inca e pela grande estrutura de depósitos (colcas), acredita-se que esse assentamento serviu como um tambo, e por ter sido construído em um local estratégico, também serviu como um centro administrativo.